# Ciconia lydekkeri
Ciconia lydekkeri es una especie de ave extinta del género Ciconia. Esta cigüeña habitó el Neógeno de buena parte del continente americano.

## Taxonomía
Esta especie fue descrita originalmente en el año 1891 por el paleontólogo y naturalista argentino Florentino Ameghino, bajo el nombre científico de Prociconia lydekkeri, al quedar innominada (en género y especie) la pieza de una gran cigüeña del Pleistoceno superior de Lagoa Santa, estado de Minas Gerais, Brasil, que Lydekker había atribuido a Palaeociconia australis Moreno, 1889, de la cual fue removida al ser considerada el ave de Moreno una Phororhacoidea (Gruiformes).
Su ubicación genérica fue inestable. En el año 1960 Patterson y Kaglievich, la trasladaron al género Jabiru.
En el año 1963, P. Brodkorb desestimó el traspaso a Jabiru; además señaló la posibilidad que el taxón sea un sinónimo más antiguo de Ciconia maltha. Esta última había sido descrita en el año 1910 por L. Miller sobre la base de un tarsometatarso izquierdo exhumado de sedimentos del Pleistoceno tardío del Rancho La Brea, California, Estados Unidos. A C. maltha le fueron asignadas numerosas muestras colectadas en sedimentos del Plioceno superior y de todo el Pleistoceno en varios yacimientos de ese país, así como otras de Cuba y Bolivia. Incluso fueron recuperados esqueletos completos. 
En 2010 Prociconia lydekkeri fue transferida formalmente por Federico Agnolin al género viviente Ciconia, al mismo tiempo que sinonimizó a C. maltha en C. lydekkeri.
Holotipo
El holotipo es el catalogado como: BMNH 18879; está depositado en el Museo de Historia Natural de Londres, Inglaterra. Consiste en el extremo distal de un tarsometatarso derecho.
Etimología
Etimológicamente el término específico lydekkeri es un epónimo que refiere al apellido del naturalista inglés Richard Lydekker, quien descubrió el ejemplar holotipo.

## Características

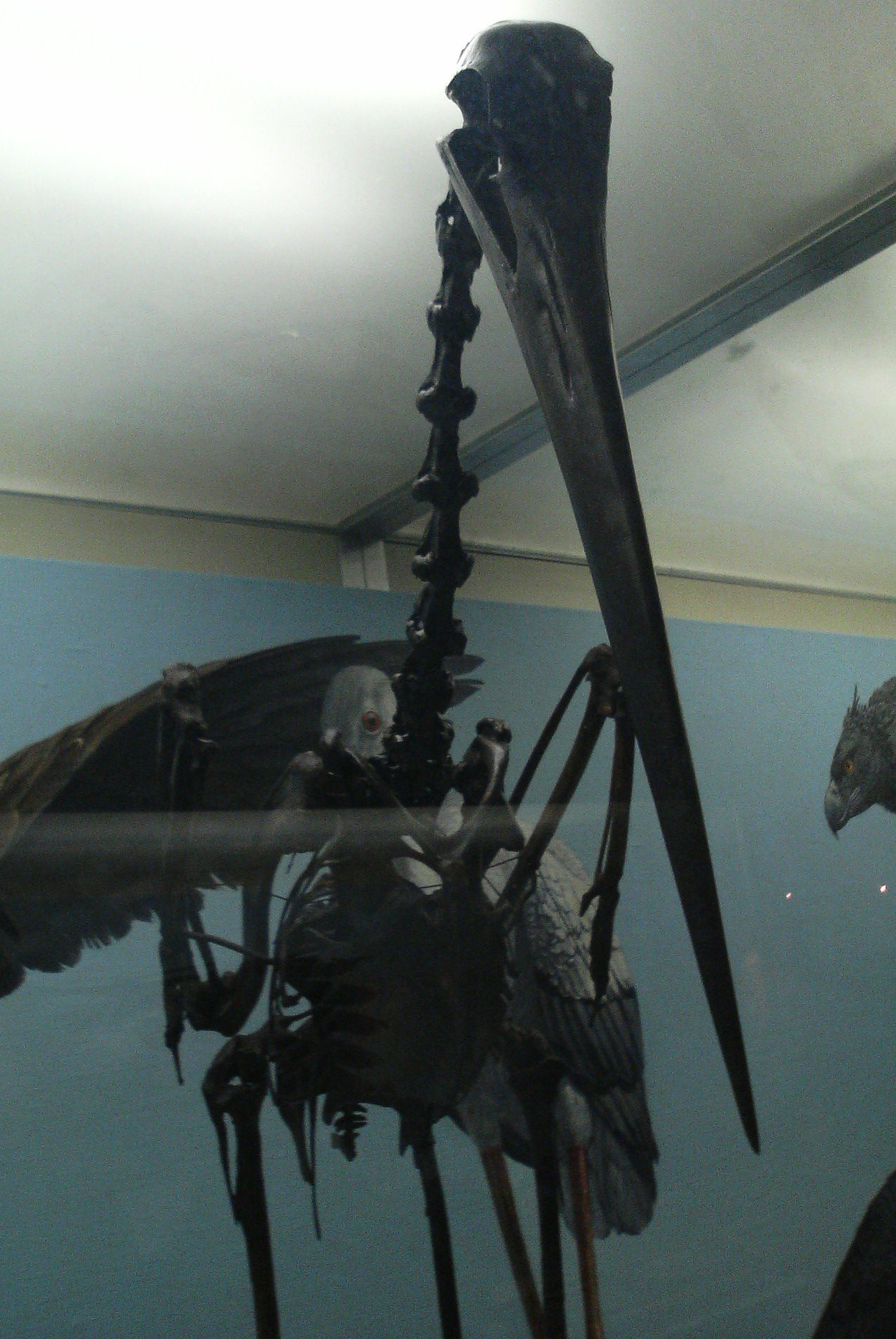
Detalle del cráneo de un ejemplar de esta especie.

Se trata de una cigüeña de gran tamaño, mayor que la única especie viviente del género en América, la cigüeña americana (Ciconia maguari), que habita desde Centroamérica hasta la Patagonia argentina. Es más grande aún que la especie similar a esta última del Viejo Mundo, la cigüeña blanca (Ciconia ciconia). El ancho distal promedio del tarsometatarso de C. lydekkeri es de 29 mm, siendo 24,7 mm en C. maguari y 20 mm en C. ciconia. También son características diagnósticas el  surco metatarsal anterior profundo, tróclea metatarsal II muy proyectada posteriormente, tróclea metatarsal III bien dirigida internamente y una impresión del metatarsal I bien demarcada, comprimida lateralmente y expandida dorsoventralmente.

## Distribución, hábitat y posición estratigráfica
Se postula que vivió en ambientes abiertos, en humedales y sus proximidades. Sus hábitos tróficos habrían sido similares a las especies vivientes del género, aves carnívoras que se alimenta de una gran variedad de animales, desde invertebrados, peces, anfibios y reptiles hasta pequeños mamíferos y aves. 
Los restos de esta especie fueron exhumados de diferentes yacimientos de América del Norte, Centro y Sur. Se encontraron en sedimentos portadores correspondientes al Plioceno superior y a todo el Pleistoceno, desde el Inferior hasta el Tardío, sin alcanzar el Holoceno. 
Las muestras asignadas a esta especie, sus localidades de colecta y posiciones estratigráficas son:
Argentina
- Provincia de Buenos Aires
  - Monte Hermoso Formación Luján, Pleistoceno tardío (MMH 301).[15]

Bolivia
- Tarija
  - Río Bermejo, Formación Tarija, Pleistoceno inferior-medio (MACN Pv 584).[12]

Brasil
- Minas Gerais
  - Lagoa Santa, Pleistoceno tardío, (BMNH 18878-9).[2]

Estados Unidos
- California
  - Condado de Los Ángeles, Rancho La Brea. Pleistoceno tardío.[7][5]
- Idaho
  - Condado de Twin Falls. Formación Glenns Ferry, Plioceno superior (UMMP 52540).[6]

- Florida
  - Numerosas localidades. Ejemplares: FW 20308, FW 20334, FW 20415,[16] FW 20400,[17] FW 20580, FW 20636,[18] PaleoDB 154721,[19] PaleoDB 154722,[20] PaleoDB 154773,[21] PaleoDB 154921.[22]

Cuba
- Provincia de Cienfuegos, Pleistoceno tardío.[10]